# Meet the Orphans
Meet the Orphans (en español: Conoce a los huérfanos) es el cuarto álbum de estudio del cantante de reggaetón Don Omar, junto con su sello discográfico Orfanato Music Group el cual fue lanzado para impulsar a los nuevos talentos de su compañía discográfica. Su lanzamiento oficial fue el 16 de noviembre de 2010, y la versión Deluxe (o Deluxe Edition, en inglés) salió a la venta el 19 de noviembre del mismo año, que contó con la participación de Kendo Kaponi, Zion & Lennox, Syko, Lucenzo, entre otros.

## Certificación
| País        | Certificación | Ventas  |
| ----------- | ------------- | ------- |
| Puerto Rico | 3 X Platino   | 300 000 |
| España      | Platino       | 100 000 |

## Lanzamiento
El álbum fue anunciado el 5 de octubre de 2010. Fue lanzado el 16 de noviembre de ese año.

## Listas
| 2010                                 | Posición |
| ------------------------------------ | -------- |
| Top Latin Albums (Billboard)         | 2        |
| Billboard 200                        | 101      |
| Top Rap Rap (Billboard)              | 8        |
| Latin Rhythm Albums (Billboard)      | 1        |
| Top Current Albums Sales (Billboard) | 81       |
| Spanish Albums Chart                 | 45       |
| Mexican Albums Chart                 | 47       |

## Anuales
| 2019                         | Posición |
| ---------------------------- | -------- |
| Top Latin Albums (Billboard) | 47       |

| 2025                         | Posición |
| ---------------------------- | -------- |
| Top Latin Albums (Billboard) | 50       |

## Acontecimientos
Don Omar, denominado por muchos como el "Rey" del Reguetón, indicó en un comunicado de prensa que ya están disponibles varios temas en Internet como: «Hooka», donde participó el dúo Plan B, integrado por Chencho & Maldy, «El Duro» con el talento de Kendo Kaponi, «Ángeles & Demonios» junto a Syko & Kendo Kaponi, y su más reciente tema titulado «Danza Kuduro» la cual cuenta con un Videoclip oficial filmado en Puerto Rico y la Isla de San Martín, entre otros lugares.
Su primer sencillo de promoción es «Danza Kuduro» con el cantante portugués Lucenzo el cual, ha sido lanzado a la Red para su libre descarga.
Universal Music preparó para su lanzamiento "un impactante álbum que otorga a Don Omar y los artistas que presenta en este disco, el lugar que merecen en la escena de la música urbana", dijo el sello disquero en un comunicado de prensa divulgado.
William Omar Landrón Rivera, nombre verdadero de Don Omar, enfatizó que con su disquera busca "preservar" quien es él "musicalmente y no perder la oportunidad de aportar un poco más al legado" del género urbano.
Además de este disco, también esta el mixtape titulado "Meet The Orphans: The Mixtape", del cual ya se puede descargar en la red. Tiene un total de 25 éxitos de los integrantes de El Orfanato Music Group.
También se escucha que hay dos versiones del CD que salió el pasado 16 de noviembre de 2010 una de DJ Eliel y la otra de A&X además de que Don Omar vía Twitter retó a DJ Eliel al lanzar la versión con las consecuencias de una demanda por Copyright.
Según una noticia que salió en Internet, una de las canciones, «Hasta abajo» tiene dos versiones: una que es la original que es de A&X (productores de Danza Kuduro), y la otra que es de DJ Eliel que a su vez produjo la versión normal y la versión remix con Daddy Yankee, quien podría enfrentar una demanda por Copyright por lanzar la versión de dicha canción la cual no tiene autorizado por el dueño original de la canción que es William Omar Landron Rivera (Don Omar).

## Recepción
El álbum vendió 7.420 de ventas.  Ha vendido 40.000 en Billboard en 2011. El álbum fue reconocido en The Washington Post. Además el álbum y artista fue reconocido por Billboard.   El álbum y sencillos fueron nominados y ganaron 8 Premios Billboard Latinos.  Nominado a Premios Grammy Latinos en el 2011. El álbum fue top 38 Decade End Charts Top Latin Albums 2010s en Billboard (Los mejores álbumes latinos de la década 2010).  El disco recibió platino. El álbum ha vendido 1,5 millones de unidades, superando las ventas de 2 millones en sencillos.

## Reconocimiento
| Publicación | Lista                                                                           | Posición |
| ----------- | ------------------------------------------------------------------------------- | -------- |
| Billboard   | Decade end charts Top Latin Albums 2010s (Álbumes Latinos de la década de 2010) | 38       |

## Lista de canciones

### Edición estándar
| N.º   | Título                                         | Productor(es)               | Duración |  |
| 1.    | «Orphanization» (con Kendo Kaponi y Syko)      | Diesel                      | 3:55     |  |
| 2.    | «El duro» (con Kendo Kaponi)                   | Marcos G · DJ Luian         | 4:07     |  |
| 3.    | «Hasta abajo»                                  | Eliel                       | 3:52     |  |
| 4.    | «Hooka» (con Plan B)                           | Eliel                       | 3:57     |  |
| 5.    | «Ángeles y demonios» (con Kendo Kaponi y Syko) | Marcos G · DJ Luian         | 6:01     |  |
| 6.    | «Good Looking»                                 | Danny Fornaris · Luny Tunes | 4:19     |  |
| 7.    | «Taboo»                                        | A&X                         | 4:52     |  |
| 8.    | «Viviendo con el enemigo» (con Kendo Kaponi)   | A&X                         | 4:24     |  |
| 9.    | «Sr. Destino»                                  | A&X                         | 3:44     |  |
| 10.   | «Huérfano de amor» (con Syko)                  | A&X                         | 4:52     |  |
| 11.   | «Ella, ella» (con Zion & Lennox)               | DJ Robin · Link-On          | 3:22     |  |
| 12.   | «Danza kuduro» (con Lucenzo)                   | A&X · Lucenzo               | 3:19     |  |
| 13.   | «Luna llena»                                   | Link-On · A&X               | 4:08     |  |
| 14.   | «RX» (con Kendo Kaponi)                        | Danny Fornaris              | 3:45     |  |
| 58:35 |                                                |                             |          |  |

| Bonus track digital |                             |               |          |  |
| N.º                 | Título                      | Productor(es) | Duración |  |
| 15.                 | «Carta al cielo» (con Syko) | A&X           | 5:11     |  |
| 01:03:53            |                             |               |          |  |

### Edición deluxe
| N.º      | Título                                              | Productor(es)               | Duración |  |
| 1.       | «Orphanization» (con Kendo Kaponi y Syko)           | Diesel                      | 3:55     |  |
| 2.       | «El duro» (con Kendo Kaponi)                        | Marcos G · DJ Luian         | 4:07     |  |
| 3.       | «Hasta abajo»                                       | Eliel                       | 3:52     |  |
| 4.       | «Hooka» (con Plan B)                                | Eliel                       | 3:57     |  |
| 5.       | «Ángeles & demonios» (con Syko y Kendo Kaponi)      | Marcos G · DJ Luian         | 6:01     |  |
| 6.       | «Good Looking»                                      | Danny Fornaris · Luny Tunes | 4:19     |  |
| 7.       | «Taboo»                                             | A&X                         | 4:52     |  |
| 8.       | «Viviendo con el enemigo» (con Kendo Kaponi)        | A&X                         | 4:24     |  |
| 9.       | «Sr. Destino»                                       | A&X                         | 3:44     |  |
| 10.      | «Luna llena»                                        | Link-On · A&X               | 4:08     |  |
| 11.      | «Huérfano de amor» (con Syko)                       | A&X                         | 4:52     |  |
| 12.      | «RX» (con Kendo Kaponi)                             | Danny Fornaris              | 3:45     |  |
| 13.      | «Ella ella» (con Zion & Lennox)                     | DJ Robin · Link-On          | 3:22     |  |
| 14.      | «Danza kuduro» (con Lucenzo)                        | A&X · Lucenzo               | 3:19     |  |
| 15.      | «Vivos y activos»                                   | DJ Robin · Link-On          | 3:46     |  |
| 16.      | «Que es la que hay» (con Kendo Kaponi y Syko)       | A&X · Li'l Wizard           | 4:06     |  |
| 17.      | «Beyond 3000» (con Syko)                            | Link-On                     | 3:30     |  |
| 18.      | «Incógnita» (con Kendo Kaponi)                      | DJ Luian · A&X              | 3:41     |  |
| 19.      | «Estoy enamorado» (Interpretado por Danny Fornaris) | Danny Fornaris              | 3:21     |  |
| 01:16:59 |                                                     |                             |          |  |

| Remezclas |                                                       |                         |          |  |
| N.º       | Título                                                | Productor(es)           | Duración |  |
| 1.        | «Hasta abajo» (con Daddy Yankee)                      | Eliel & Musicólogo      |          |  |
| 2.        | «Hasta abajo» (con Tempo & Dynasty)                   | A&X                     |          |  |
| 3.        | «Danza kuduro» (con Lucenzo, Daddy Yankee & Arcángel) | A&X, Musicólogo         |          |  |
| 4.        | «Danza kuduro» (con Lucenzo, Pitbull & El Cata)       | A&X                     |          |  |
| 5.        | «Danza kuduro» (con Akon)                             | A&X                     |          |  |
| 6.        | «Danza kuduro» (con Lucenzo, Pitbull & Kurdish)       | A&X                     |          |  |
| 7.        | «Taboo» (con Daddy Yankee)                            | A&X, Musicólogo & Menes |          |  |

DVD
1. Don Omar feat. Lucenzo - Danza Kuduro
2. Don Omar - Hasta Abajo
3. MTO - EPK